# Grande Prêmio da Índia de 2012
O Grande Prêmio da Índia de 2012  foi a décima sétima corrida da temporada de 2012 da Fórmula 1. A prova disputada no dia 28 de outubro no Circuito Internacional de Buddh, Nova Deli, foi a segunda prova de Fórmula 1 realizada na Índia. A primeira disputada em 30 de outubro de 2011 foi vencida pelo piloto Sebastian Vettel da Red Bull Racing-Renault, que na edição deste ano repetiu o feito.

## Relatório

### Treino classificatório
Q1 — primeira parte
O treino teve início no horário previsto com tempo seco. Aos poucos, os pilotos deixaram os boxes e foram para a pista no circuito de Buddh. Um dos primeiros a marcar tempo foi o brasileiro Massa, com 1m27s082mil, deixando o finlandês Raikkonen em segundo lugar. Alonso saiu para a pista e foi só o quarto. Nos momentos seguintes, Senna tomou o primeiro lugar de Massa, sendo o primeiro a andar na casa de 1m26s. Em seguida, Massa deixou Senna em segundo novamente.
A segunda metade do Q1 iniciou-se com Maldonado liderando, com o tempo de 1m26s904mil, entretanto logo Vettel apareceu com o tempo de 1m26s621mil e assumiu a liderança, com Alonso em segundo. Momentos depois Massa rodou sua Ferrari quando estava perto de encerrar a volta e tinha a melhor primeira parcial. Depois de algumas tentativas frustradas Hamilton marcou 1m26s554mil para ficar na segunda posição, enquanto Webber em sua volta única foi o terceiro.
Foram eliminados Vergne, Petrov, Kovalainen, Glock, De la Rosa, Karthikeyan e Pic. O mais veloz foi o venezuelano Maldonado que calçou os pneus macios nos instantes finais e marcou 1m26s048mil.
Q2 — segunda parte

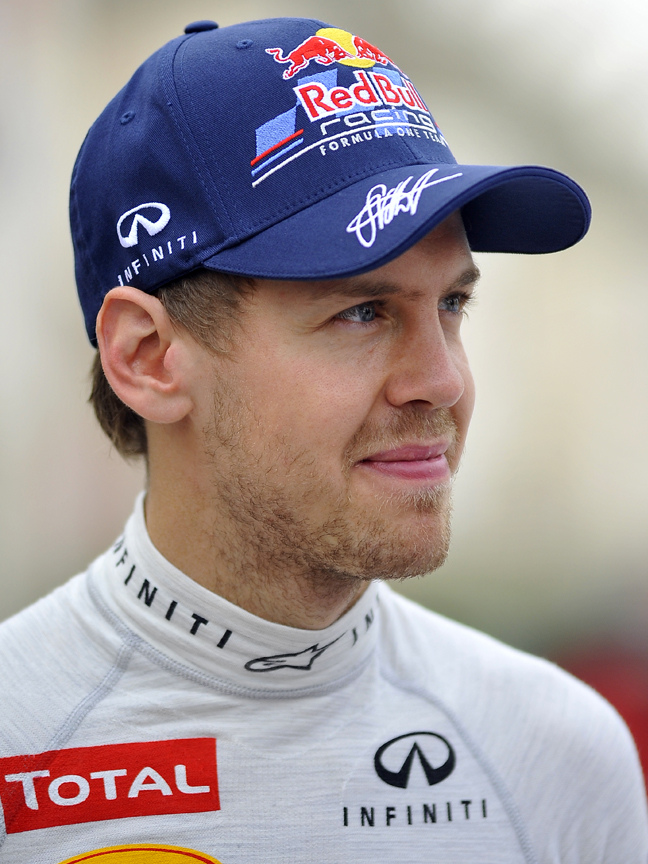
Vettel foi o pole position.

Todos os pilotos foram para a pista logo nos primeiros momentos. Hamilton foi o primeiro piloto entre os favoritos a pole position a marcar o melhor tempo com 1m26s039mil, porém Vettel conseguiu marcar 1m25s435mil, marcando a melhor volta do final de semana. Alguns pilotos, entre eles Hamilton e Massa, brigavam muito com seus carros em algumas curvas, chegando quase a escapar da pista. Enquanto isso o espanhol Alonso conseguia se colocar tranquilamente na quarta posição.
Restando 3 minutos para o fim o brasileiro Senna, que era o décimo, conseguiu a sexta posição após marcar suas três melhores parciais no treino. Massa na pista conseguiu apenas o nono tempo, sendo forçado a partir para mais uma volta rápida. Enquanto isso ele, Perez e Senna eram ameaçados de ficar fora do Q3, principalmente por Raikkonen e Maldonado. O finlandês logo conseguiu o oitavo posto, jogando Felipe para décimo primeiro.
Com cronômetro zerado Maldonado chegou ao décimo posto, tirando do Q3 exatamente o companheiro Senna. Com Schumacher também na pista sem melhorar, Massa fez o nono tempo e logo foi jogado para décimo por Pérez. Grosjean podia ainda tirar o brasileiro do Q3, porém um erro acabou com suas chances. Os eliminados do Q2 foram Grosjean, Hulkenberg, Senna, Schumacher, Ricciardo, Di Resta e Kobayashi. A primeira posição ficou com o alemão Vettel, que fez 1m25s435mil.
Q3 — terceira parte
Hamilton teria sido o primeiro a marcar tempo, entretanto cometeu um erro e abortou para uma nova tentativa. Com isso, o primeiro a registrar tempo foi Alonso, que marcou 1m25s773mil. Vettel também foi vítima da pista escorregadia e cometeu um pequeno erro em sua volta rápida. Já Webber esteve tranquilo para o melhor tempo do final de semana, 1m25s327mil enquanto Vettel voltava para os boxes e Hamilton, em sua segunda tentativa, fez 1m26s007mil.
Na última tentativa dos pilotos no Q3, o inglês Button conseguiu o segundo lugar, com 1m25s763mil, porém Vettel em sua segunda tentativa não cometeu nenhum erro e, com 1m25s283mil, assumiu a liderança. Massa e Alonso abriram sua última tentativa com o cronômetro já zerado. Massa chegou a fazer a primeira melhor parcial, entretanto terminou mesmo em quinto lugar, apenas um décimo atrás de Alonso, o quarto. Hamilton ainda conseguiu fazer o terceiro tempo jogando cada piloto da Ferrari uma posição para trás. Com isso Vettel conseguiu sua 35ª pole position na Fórmula 1, com alguma tranquilidade sobre os rivais.

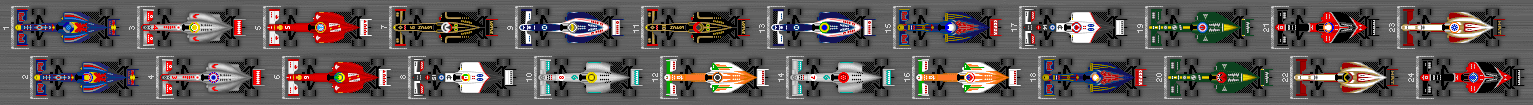
Resultado do treino classificatório.

### Corrida
A prova teve início no horário previsto com tempo seco. Na largada os dois primeiros colocados, Vettel e Webber, saíram de forma tranquila e mantiveram suas posições. Já Alonso, partiu da quinta posição para terceiro na grande reta, quando ultrapassou as duas McLarens. Entretanto, antes da curva, ele perdeu as duas posições e apenas na reta seguinte passou Button, sem alcançar Hamilton, que foi ultrapassado apenas duas voltas depois. Um toque entre Vergne e Schumacher levou os dois para os boxes. O primeiro com o bico quebrado e o segundo com um pneu furado.

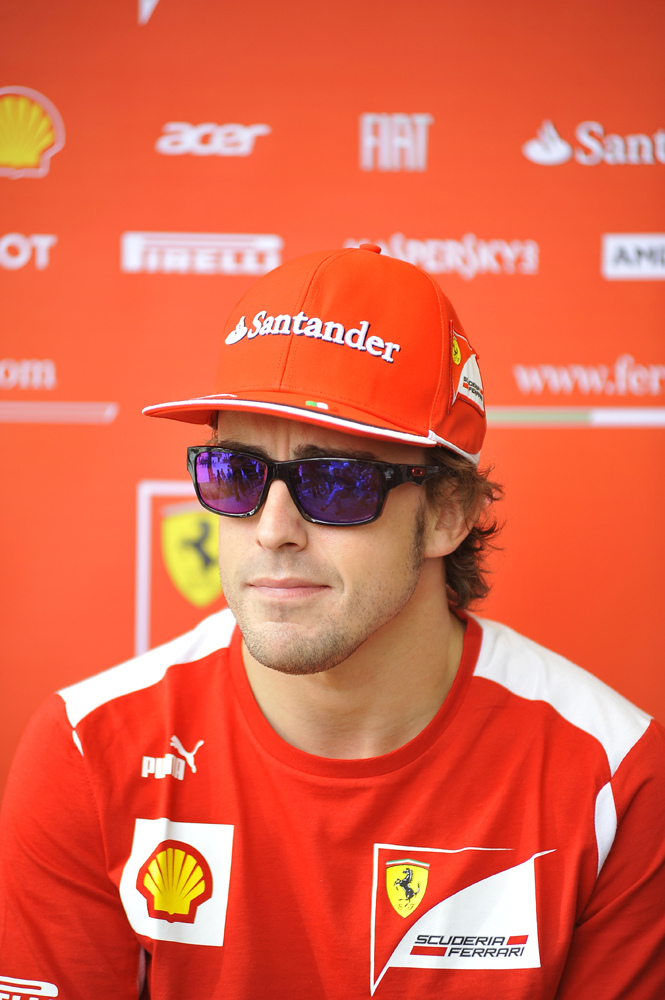
Alonso foi o segundo colocado.

Nas primeiras passadas Button seguia Hamilton de perto, que por sua vez era seguido por Massa e Raikkonen, que assim como ele podiam abrir a asa móvel, o que acabava não tendo muito efeito. A disputa entre eles durou até a volta 26, quando Button fez seu pit stop, desmanchando o pelotão.Pérez, que tinha feito sua parada e voltado em 16º precipitou-se ao tentar recuperar posições. Primeiro, tentou ultrapassar Ricciardo, porém freou tarde e levou um “xis”. Ao tentar superá-lo novamente, tocou no bico da STR, furou o pneu e precisou voltar para os boxes e decidiu abandonar a prova na volta seguinte. Mais atrás, Maldonado, Grosjean e Senna disputavam a 11ª posição, onde Grosjean ultrapassou o venezuelano Maldonado e o brasileiro Senna também aproveitou e levou a posição do companheiro de equipe.
Entre os três primeiros, ao mesmo tempo em que Vettel abria vantagem de Webber, Alonso se aproximava do australiano. Na 25ª volta, Vettel estava 10s à frente do companheiro que, por sua vez, tinha menos  de dois segundos de vantagem sobre o espanhol.
Button começou o trabalho nos boxes na volta 26, logo sendo seguido por Senna. Massa parou no 28º giro depois de segurar Raikkonen abrindo a asa em todas as voltas porém sem conseguir passar. Raikkonen havia parado uma volta antes e conseguiu passar Massa na saída do pit, porém logo perdeu posição na grande reta quando os dois frearam no ponto de detecção para ver quem usaria a asa móvel. Senna fez seu pit e voltou em 13º, atrás de Maldonado e Kobayashi, e assistiu o japonês tocar e furar o pneu traseiro de seu parceiro de Williams e ganhou uma posição. Pouco depois, passou Kobayashi e assumiu o 11º lugar.
Com todas as paradas feitas, na trigésima volta parou Alonso e na trigésima quarta parou Vettel, a prova parecia definida em todas as suas posições, entretanto ainda faltavam ao menos duas manobras que mudariam a zona de pontuação. Enquanto Massa era alertado pelo rádio sobre a possibilidade de ficar sem combustível, Webber teve problemas no KERS e Alonso aproximou-se rapidamente. Pelo rádio, a Ferrari motivava Alonso: “Você é um lutador, um talento extraordinário”, disse o engenheiro. E o piloto fez jus aos elogios na pista. Voltou a aproximar-se de Webber, porém teve de adiar o ataque por algumas voltas em razão de uma bandeira amarela provocada pelo abandono de De la Rosa. A disputa entre os dois durou até a passagem 48, quando, na grande reta com a asa móvel ativada, Alonso ganhou a segunda posição e salvou 3 pontos a mais no mundial. Quatro voltas depois Senna faria a mesma manobra, no mesmo local, ganhando posição sobre Rosberg e garantindo o décimo lugar.
Tranquilamente, Vettel garantiu sua vitória de ponta a ponta, sempre impondo um ritmo de extremo domínio para conquistar a quarta vitória seguida no campeonato, fato inédito em sua carreira.

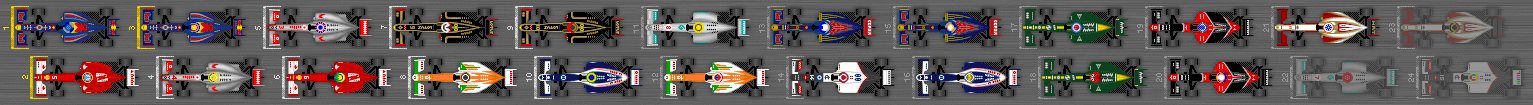
Resultado da corrida.

## Tabela do campeonato após a corrida
Observe que somente as cinco primeiras posições estão incluídas na tabela.
|        | 1 | Sebastian Vettel | 240 |
|        | 2 | Fernando Alonso  | 227 |
|        | 3 | Kimi Räikkönen   | 173 |
| 1      | 4 | Mark Webber      | 167 |
| 1      | 5 | Lewis Hamilton   | 165 |
| Fonte: |   |                  |     |

|        | 1 | Red Bull-Renault | 407 |
|        | 2 | Ferrari          | 308 |
|        | 3 | McLaren-Mercedes | 306 |
|        | 4 | Lotus-Renault    | 263 |
|        | 5 | Mercedes         | 136 |
| Fonte: |   |                  |     |